# Матеус Кунья (футболіст, 2001)
Матеус Кунья Кейроз (порт. Matheus Cunha Queiroz, нар. 24 травня 2001, Тупі-Пауліста) — бразильський футболіст, воротар клубу «Фламенго». Дворазовий володар Кубка Бразилії, володар Суперкубка Бразилії, дворазовий переможець Ліги Каріока.. Володар Кубка Лібертадорес.

## Ігрова кар'єра
Матеус Кунья народився 2001 року в місті Тупі-Пауліста. Займався в юнацьких команд футбольних клубів «Сан-Паулу» і «Фламенго». У професійному футболі дебютував 2022 року виступами за команду «Фламенго». У складі команди футболіст двічі став переможцем Ліги Каріока, у 2022 і 2024 році став володарем Кубка Бразилії, а в 2025 році став володарем Суперкубка Бразилії. У 2022 році Веслі Франса також став у складі «Фламенго» володарем Кубка Лібертадорес.

## Титули і досягнення
- Володар Кубка Бразилії (2):

«Фламенго»: 2022, 2024
- Володар Кубка Лібертадорес (1):

«Фламенго»: 2022
- Володар Суперкубка Бразилії (1):

«Фламенго»: 2025
- Переможець Ліги Каріока (2):

«Фламенго»: 2024, 2025